# Kazuo Echigo
Kazuo Echigo (越後 和男, Echigo Kazuo, Mie, 28 december 1965) is een Japans voormalig voetballer die als middenvelder speelde.

## Clubcarrière
In 1981 ging Echigo naar de Yokkaichi Chuo Technical High School, waar hij in het schoolteam voetbalde. Nadat hij in 1984 afstudeerde, ging Echigo spelen voor Furukawa Electric, de voorloper van JEF United Ichihara. Met deze club werd hij in 1985/86 kampioen van Japan. Echigo veroverde er in 1986 de JSL Cup. In 12 jaar speelde hij er 174 competitiewedstrijden en scoorde 27 goals. Hij tekende in 1996 bij Brummell Sendai, de voorloper van Vegalta Sendai. In 4 jaar speelde hij er 84 competitiewedstrijden en scoorde 13 goals. Echigo beëindigde zijn spelersloopbaan in 1999.

## Japans voetbalelftal
Kazuo Echigo debuteerde in 1986 in het Japans nationaal elftal en speelde 6 interlands, waarin hij 1 keer scoorde.

## Statistieken
| Japans voetbalelftal | Japans voetbalelftal | Japans voetbalelftal |
| Jaar                 | Wed.                 | Dlp.                 |
| -------------------- | -------------------- | -------------------- |
| 1986                 | 3                    | 0                    |
| 1987                 | 3                    | 1                    |
| Totaal               | 6                    | 1                    |